# 1036
سنة 1036 هي سنة كبيسة بدأت يوم الخميس حسب التقويم اليولياني

## مواليد
- ابن أبي الفرج الكناني

## وفيات
- هشام المعتد بالله
- منصور بن عراق - عالِم فلك ورياضيات عربي مسلم.